# Lyijykomppania
I Lyijykomppania sono un gruppo musicale heavy metal finlandese formatosi nel 1981.

## Formazione

### Formazione attuale
- Petteri Virtanen - basso, voce (2006-presente)
- Joni Rossi - chitarra (2007-presente)
- Esa Moilanen - batteria (1981-presente)

### Ex componenti
- Timo Rautiainen - voce, chitarra (1981-1996)
- Lemmy Lindström - basso, chitarra (1996-2008)
- Jarkko Strandman - voce, chitarra (1996-2006)
- Olli Jaatinen - basso (1981-1992)
- Tapio Wilska - basso (1993)
- Arto Alaluusua - basso (1994-1996)

## Discografia

### Album studio
- Synkkää jynkytystä (1991)
- Ohjelmanjulistus (1993)
- Lyijykomppania (1993)
- Uimakoulu (1993)
- Suden hetki (1994)
- Viimeinen voitelu (1996)
- Kehitys kulkee perse edellä (2004)
- Harmaita säveliä  (2005)
- Mennyt maailma (2007)
- Sota Nälkä Rutto Kuolema (2010)
- Tietoja epäonnistumisista ja päättämättömyyksistä, tai Väkivaltaa ja vääriä lääkkeitä